# Joakim Lindner
Joakim Lindner, né le 22 mars 1991 à Stockholm en Suède, est un footballeur suédois qui évolue au poste de défenseur central au Varbergs BoIS.

## Biographie

### Débuts professionnels
Né à Stockholm en Suède, Joakim Lindner est formé par l'IF Brommapojkarna, qu'il rejoint à l'âge de cinq ans.
Lindner découvre l'Allsvenskan, l'élite du football suédois, en jouant son premier match le 7 avril 2013 contre l'IFK Göteborg. Il est titularisé lors de ce match perdu par son équipe (2-0 score final).
Le 11 janvier 2014, alors que son contrat avec l'IF Brommapojkarna n'a pas été prolongé, Joakim Lindner s'engage librement en faveur de l'Östers IF.

### Varbergs BoIS
Le 8 janvier 2015, Joakim Lindner signe au Varbergs BoIS. 
Il joue son premier match sous ses nouvelles couleurs le 21 février 2015, lors d'une rencontre de coupe de Suède face à l'Örebro SK. Il est titulaire et les deux équipes se neutralisent (3-3 score final). Lindner inscrit son premier but pour le Varbergs BoIS lors de cette même compétition le 8 mars 2015 contre le Dalkurd FF. Titulaire, il ouvre le score et participe à la victoire de son équipe par deux buts à zéro.
Lindner participe à la montée historique du club dans l'Allsvenskan, le Varbergs BoIS terminant deuxième du Superettan en 2019 et accédant ainsi pour la première fois de son histoire à l'élite du football suédois.
Le 27 octobre 2023, Lindner décide de rester fidèle au Varbergs BoIS en signant un nouveau contrat, le liant au club jusqu'en décembre 2026.